# 岡崎国臣

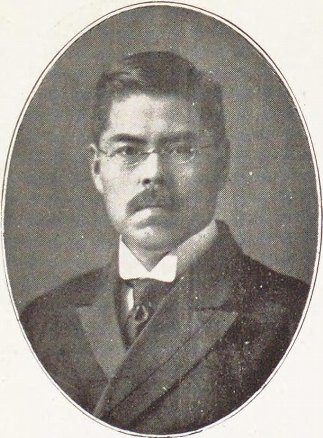
岡崎国臣

岡崎 国臣（おかざき くにおみ、1874年（明治7年）6月12日 – 1936年（昭和11年）5月22日）は、日本の農商務官僚、衆議院書記官長。東京株式取引所理事長。

## 経歴
島根県簸川郡久木村（現在の出雲市）に勝部又一郎の二男として生まれ、衆議院議員岡崎運兵衛の養子となった。1900年（明治33年）に東京帝国大学法科大学政治科を卒業し、同年に高等文官試験に合格した。農商務省山林局事務官、群馬県事務官、福井県事務官、農商務省参事官、同書記官、大阪鉱務署長、農商務省大臣官房文書課長などを歴任し、1915年（大正4年）に衆議院書記官長に就任した。
退官後は東京株式取引所理事・理事長を務めた。その他に第三国立銀行取締役、大社宮島鉄道取締役、松陽新報社社主などを務めた。

## 家族
- 実父・勝部又一郎
- 養父・岡崎運兵衛
- 実弟・勝部本右衛門9代（1894-） ‐ 島根県多額納税者、松陽新報社副社長、地主。勝部又一郎の四男・義彰として生まれ、地元の豪農・勝部本右衛門家の養子となり、家督を継いで本右衛門を襲名[5]。中央大学経済科卒業後、運兵衛が創業した松陽新報社入社[5]。岳父に熱田神宮宮司・野田菅麿[5]。なお、養家の勝部家は松江藩から銅山経営を任されていた農家で、先代の本右衛門8代（景浜、1823-1881） と先々代の本右衛門7代（栄忠、1796-1886）は銅山方役人の松江藩士・高木権八とともに、廃城となった松江城を買い取ったことで知られる[6]。
- 妻・ヨリ ‐ 高橋隆一の妹[7]
- 長女・佐佳枝 ‐ 三好愛吉の長男・忠一の妻[7]
- 二女・文枝 ‐ 矢田恒久の妻[7]
- 三女・玉枝 ‐ 立作太郎の長男・立正嘉の妻
- 長男・岡崎正臣 ‐ 三菱重工業・横浜船渠技師[7]。妻の光枝は鈴木三郎助の孫、娘婿に大倉和親の孫・渡辺武雄[8]
- 四女・幸枝 ‐ 佐々木藤太郎の二男・和の妻[7]。夫の兄弟に佐々木直、佐々木元。

## 栄典
- 1918年（大正7年）7月10日 - 従四位[9]